# Stan Kenton

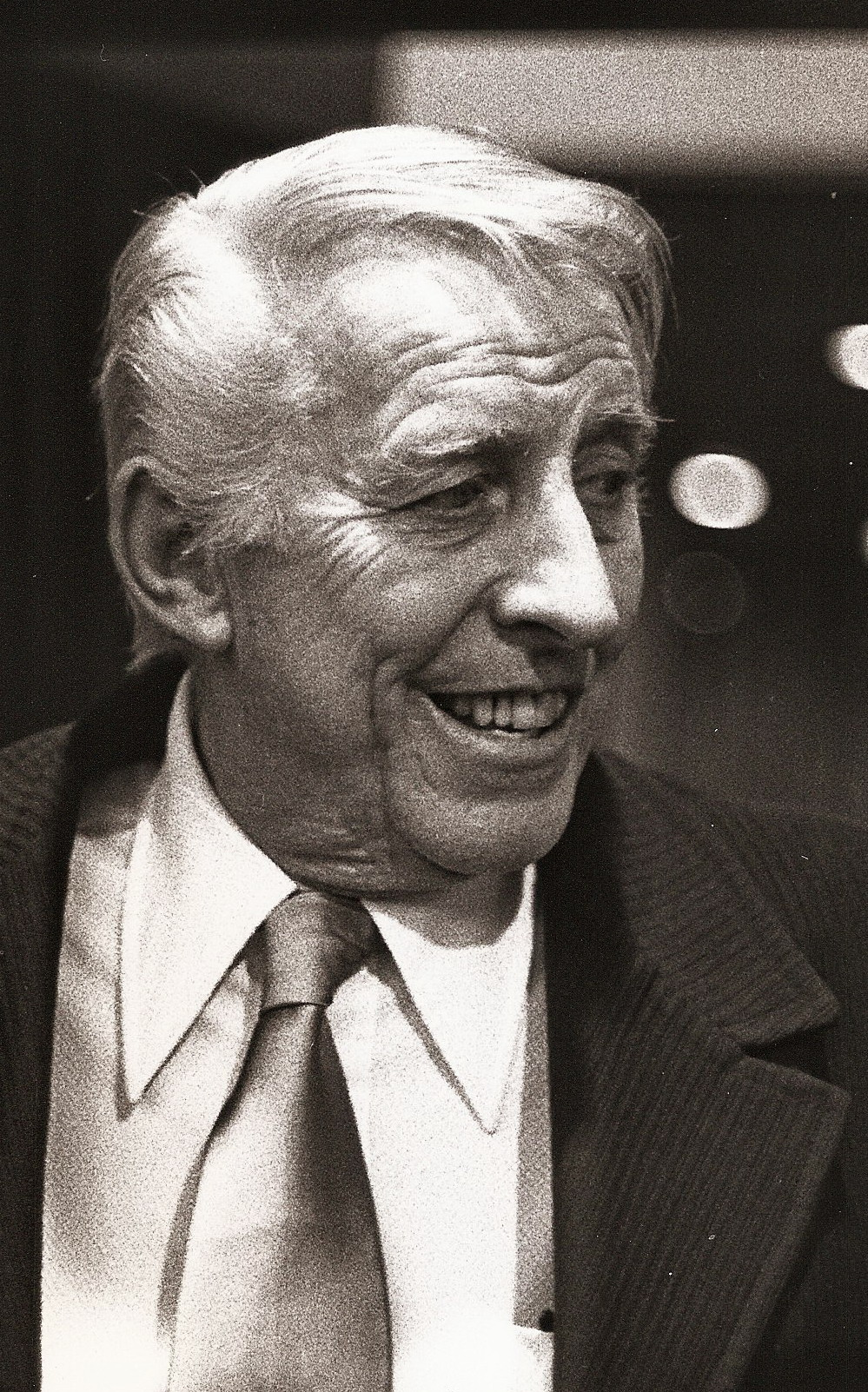
Stan Kenton, 1973

Stan Kenton, Stanley Newcomb Kenton, född 15 december 1911 i Wichita, Kansas, död 25 augusti 1979 i Los Angeles, Kalifornien, var en amerikansk jazzpianist och orkesterledare.

## Biografi
Kenton bildade sin första egna orkester 1941. Under 1940-talet hade han stora framgångar med ett storband som spelade en blandning av jazz och modern seriös musik. Från mitten av 1950-talet spelade han en mera renodlad storbandsjazz.